# Blandfordia
Blandfordia és un gènere de plantes amb florsmonocotiledònies dins la família Blandfordiaceae de l'ordre Asparagals. És un gènere amb les plantes natives de l'est d'Austràlia. En anglès sovint es coneixen com a Christmas Bells per la forma de campana de les flors i el moment quan florixen a Austràlia.Blandfordia rep el nom que va donar el botànic James Edward Smith l'any 1804 en honor de George Spencer-Churchill, 5è Duc de Marlborough, el Marquès de Blandford.

## Sistemàtica
Blandfordia és l'únic gènere dins la família Blandfordiaceae. Només recentment s'ha reconegut aquesta família.

## Taxonomia
- Blandfordia cunninghamii Lindl.
- Blandfordia grandiflora R.Br.
- Blandfordia nobilis Sm.
- Blandfordia punicea (Labill.) Sweet (Tasmanian Christmas Bell)